# Bradford Park Avenue Association Football Club
Bradford Association Football Club (comunemente conosciuto come Bradford Park Avenue) è una società calcistica con sede a Bradford, West Yorkshire, Inghilterra.
Milita nella Northern Premier League, gioca gli incontri casalinghi allo Horsfall Athletics Stadium.

## Storia
Il club venne fondato come squadra di rugby nel 1863, col nome di Bradford Football Club.
Il Bradford FC organizzò una squadra di calcio nel 1895 e utilizzava come stadio un impianto nominato Park Avenue. Per la sua prima stagione calcistica, si iscrisse alla West Yorkshire League, riuscendo a vincere al primo tentativo la coppa Leeds Workpeople's Hospital.
Nella stagione 1896–97 partecipò alla FA Amateur Cup e nella stagione successiva prese parte all'edizione della FA Cup. Nel 1897 il Bradford FC si iscrisse alla Yorkshire League, ma chiuse il campionato al penultimo posto. A causa delle continue sconfitte, alla fine del 1899 la squadra di calcio venne sciolta.
Il successo che il calcio stava ottenendo in tutta l'Inghilterra convinse però i dirigenti del club ad abbandonare definitivamente il rugby e a concentrarsi unicamente sulla palla rotonda. Così nel 1907 il Bradford inviò richiesta di iscrizione alla Football League, ma venne respinta, di conseguenza il Bradford optò per la Southern League, nonostante la sede ufficiale della squadra fosse nel nord. Nel 1908 il Bradford FC entrò nella Seconda Divisione della Football League e nel 1914 ottenne la promozione in Prima Divisione.
Dopo la prima guerra mondiale il club iniziò il suo declino, retrocedendo in Seconda Divisione nel 1921 e in Terza Divisione nel 1922. Dopo una serie di stagioni anonime, il Bradford si trovò in Quarta Divisione a seguito della riorganizzazione dei campionati avvenuta nel 1958. Infine, nel 1970 perse il suo posto nella Football League in favore del Cambridge United.
Relegato nella Northern Premier League e con molti problemi finanziari, il club vendette lo stadio e lo condivise con i rivali cittadini del Bradford City. La cessione di Park Avenue non risolse però il dissesto economico della società, che venne liquidata nel 1974 con quasi 58.000 sterline di debiti. La squadra venne rifondata e si trovò così a militare nella Sunday League. Nei successivi 10 anni il club ottenne due promozioni fino ad arrivare alla Sunday Alliance League, mentre nel frattempo lo stadio veniva demolito.
Nel 1988 venne fondato un nuovo club denominato Bradford Park Avenue che prese parte alla West Riding County Amateur Football League. Nei successivi anni passò da una lega amatoriale all'altra e giocò in diversi stadi. Nel 1995 il club vinse la North West Counties League e tornò a militare nella  Northern Premier League utilizzando lo Horsfall Athletics Stadium come terreno per gli incontri casalinghi.
All'inizio della stagione 2004–05 il Bradford fu tra i membri fondatori della lega chiamata Conference North, ma retrocesse nella Northern Premier League al termine di quello stesso campionato.

## Nome e soprannome
Ufficialmente il nome del club è "Bradford A.F.C.", ma spesso la dicitura "Park Avenue" (è l'indirizzo in cui sorgeva il primo stadio della squadra) è aggiunta al nome per evitare confusione con il nome dell'altro club della città, il Bradford City.
Il club è soprannominato Avenue e la sua mascotte, introdotta nel 1966, si chiama Avenue 'Arry: trattasi semplicemente di un tifoso in versione animata che indossa un cappello e una sciarpa con i colori della squadra.

## Colori sociali
I colori tradizionali dei club di varie discipline sportive della città di Bradford sono il rosso, l'ambra e il nero. In origine anche il Bradford A.F.C. utilizzava questa combinazione cromatica, ma nel 1911 passò al bianco-verde su consiglio di Tom Maley, ex-calciatore dei Celtic e primo allenatore del Bradford A.F.C.
Nel 1921 l'Avenue tornò ai colori delle origini, ma recuperò il bianco e il verde nel 1958.
Rosso, ambra e nero sono ancora talvolta utilizzati nelle divise da trasferta.

## Palmarès

### Competizioni nazionali
- Third Division North: 1

1927-1928

### Competizioni regionali
- North West Counties League Division One: 1

1994–1995
- Northern Premier League Division One: 1

2000-2001
- Northern Premier League Division One North: 1

2007-2008
- Northern Premier League President's Cup: 1

2005-2006
- West Riding County Cup: 2

2014-2015, 2015-2016

### Altri piazzamenti
- Campionato inglese di seconda divisione:

Secondo posto: 1913-1914
Terzo posto: 1928-1929
- Third Division North:

Secondo posto: 1922-1923, 1925-1926
Terzo posto: 1926-1927
- Northern Premier League:

Secondo posto: 2009-2010
Terzo posto: 2010-2011
Promozione: 2003-2004

## Statistiche e record
- Miglior piazzamento in FA Cup:

Quarti di finale (1912–1913, 1919–1920, 1945–1946)
- Miglior piazzamento in Coppa di Lega:

Quarto turno: 1998-1999